# General Nutrition Center
Il GNC Holdings Inc. (General Nutrition Center) è una società statunitense con sede a Pittsburgh, in Pennsylvania, che vende prodotti sanitari e nutrizionali, tra cui vitamine, integratori, minerali, erbe, nutrizione sportiva, dieta ed energia.